# サン・ブエナ・ベントゥーラ
サン・ブエナ・ベントゥーラ（スペイン語: San Buena Ventura）は、日本のガレオン船。徳川家康から要請を受けたウィリアム・アダムス（三浦按針）により1607年に建造された120tの船である。ガレオン船サン・フランシスコの難破により漂着したロドリゴ・デ・ビベロ一行の帰国に用いられた。

## 概要
ウィリアム・アダムスが日本への航海で利用したリーフデ号は、江戸湾に係留されていたが、その後沈没した。そこで、アダムスは船大工としての経験を買われて、徳川家康から西洋式の帆船を建造することを要請される。
永らく造船の現場から遠ざかっていたアダムスは、当初は固辞したものの受け入れざるを得なくなり、伊東に日本で初めての造船ドックを設けて80tの帆船を建造した。これが1604年（慶長9年）に完成すると、気をよくした家康は大型船の建造をアダムスに指示し、1607年（慶長12年）に120tの船舶（ガレオン船）であるサン・ブエナ・ベントゥーラが完成した。
1610年8月1日、サン・ブエナ・ベントゥーラは浦賀を発ちアカプルコへ向かった。10月27日にアカプルコ近くのマタンチェンに到着したが、この時23人の日本人が同乗しており、その中には田中勝介が含まれていた。
到着後は、マニラとアカプルコを結ぶ航路に投入された。